# فصل النظائر بالليزر للبخار الذري

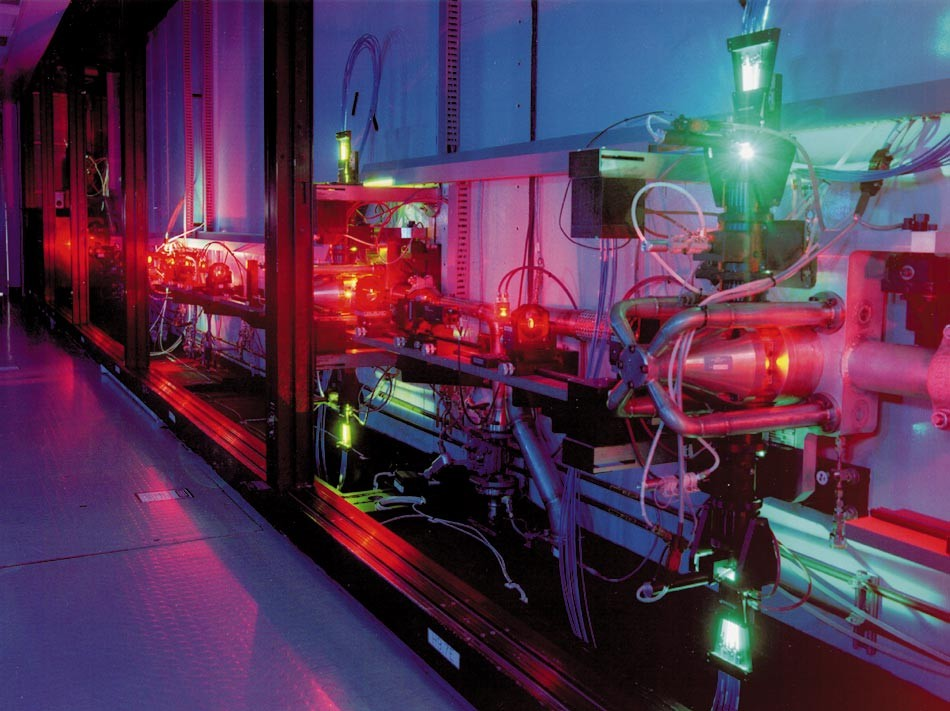
تجربة فصل النظائر بالليزر للبخار الذري وذلك في مختبر لورنس ليفرمور الوطني LLNL.

فصل النظائر بالليزر للبخار الذري (يرمز لها اختصاراً AVLIS من Atomic vapor laser isotope separation) عبارة عن طريقة لفصل النظائر باستخدام ليزر قابل للتوليف وذلك لعينات في حالة البخار الذري وذلك عن طريق إجراء عملية تأيين انتقائية لانتقالات طاقية فائقة الدقة.
إن طريقة AVLIS تؤمّن وسيلة عالية الكفاءة الطاقية مقارنة مع الطاردة الغازية، كما أن لها معامل فصل أكبر، وحجم مخلفات إشعاعية أقل. هنالك تقنية مشابهة تستخدم الجزيئات بدل الذرّات تدعى فصل النظائر بالليزر للجزيئات (MLIS)

## المبدأ
إن خطوط امتصاص اليورانيوم-235 235U واليورانيوم-238 تختلف عن بعضها نتيجة البنية فائقة الدقة، على سبيل المثال، فإن قمّة الامتصاص للنظير 238 238U هي 502.74 نانومتر، مقابل 502.73 نانومتر في 235U. في تقنية AVLIS يستخدم ليزر الصبغة القابل للتوليف بدقة بحيث يمتص فقط النظير 235U الفوتونات الواردة وتحدث عملية إثارة (تهييج) انتقائية وبعدها تأيُّن ضوئي. بعد ذلك تحوّل الأيونات بواسطة مجال كهربائي ساكن إلى مجمّع، في حين أن ذرات اليورانيوم-238 المعتدلة تمرّ في حال سبيلها.
يتكوّن نظام AVLIS من مبخّر ومن مجمّع، بالتالي وحدة الفصل، ومن نظام الليزر. يقوم المبخّر بإنتاج سيل من اليورانيوم الفازي النقي.
إن الليزر المستخدم هو ليزر صباغي قابل للتوليف من مرحلتين يجري ضخّه بواسطة ليزر بخار النحاس.
إن الهزاز الرئيسي ذو طاقة قليلة لكنه دقيق جداً، وتزداد طافته باستخدام مضخم بصري. تستخدم ثلاثة ترددات (ألوان) من الليزر من أجل التأيين الكامل لليورانيوم-235.

## رقابة دوليّة
لا تزال هذه التقنية تطوّر من قبل بعض البلدان من أجل تخصيب اليورانيوم، مما يصعّب من الرقابة الدوليّة عليها. كان لدى إيران على سبيل المثال برنامج AVLIS سرّي، ولكن أظهر للعلن عام 2003، وأعلنت أنها قد تخلّت عنه.

## اقرأ أيضاً
- انتشار غازي